# 湯瑪斯·迪洛倫佐

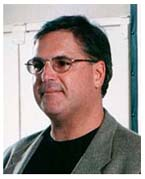
湯瑪斯·迪洛倫佐

湯瑪斯·迪洛倫佐（Thomas DiLorenzo, 1954年—）是美國的經濟學教授。

## 生平
目前於馬里蘭州的洛約拉學院（Loyola College）任教。他是奧地利經濟學派的經濟學家，同時也是路德維希·馮·米塞斯研究所的資深教職人員。他出版了至少十本書，包括了The Real Lincoln（林肯的真面目）、How Capitalism Saved America: The Untold History of Our Country, From the Pilgrims to the Present（資本主義如何拯救美國：從五月花號到現在，我們國家的歷史所不為人知的一面）。他也直接的支持歷史上美利堅聯盟國的成立，主張南方州應該有權分離，在美國內戰問題上抱持著和廢奴主義者萊桑德·斯波納類似的立場。 （页面存档备份，存于）
他也大肆批評根本不該把大萧条的結束歸功至新政上，主張新政其實是惡化並延長了大萧条。 （页面存档备份，存于）

## 外部連結
- Mises Media Webcast （页面存档备份，存于） 迪洛倫佐在路德維希·馮·米塞斯研究所的演講錄音
- Archive of DiLorenzo commentary （页面存档备份，存于） 從米塞斯研究所.